# Brazos
Brazos (angleško Brazos River; špansko Río de los Brazos de Dios) je najdaljša reka, ki teče izključno po ozemlju ameriške zvezne države Teksas; dolga je 1.352 km. Njeno porečje, ki obsega 116.000 km², sega tudi v sosednjo Novo Mehiko.